# UEFA Europa League 2012-2013 (fase a eliminazione diretta)
Questa voce raccoglie un approfondimento sulle gare della fase ad eliminazione diretta dell'edizione 2012-2013 della UEFA Europa League.

## Risultati

### Sedicesimi di finale

#### Andata
| Arbitro: | Carlos Velasco Carballo |

|                    |           |  |
| Hulk 69’ Semak 72’ | Marcatori |  |

| Arbitro: | Marijo Strahonja |

|                                     |           |            |
| Eto'o 34’ Ahmedov 48’ Boussoufa 64’ | Marcatori | 23’ Huszti |

| Arbitro: | Daniele Orsato |

|  |           |           |
|  | Marcatori | 82’ Oscar |

| Arbitro: | Manuel Gräfe |

|                                         |           |  |
| Ríos 10’ Barkero 40’ (rig.) Martins 56’ | Marcatori |  |

| Arbitro: | Pol van Boekel |

|  |           |                                  |
|  | Marcatori | 28’ Darida 80’ Rajtoral 90’ Tecl |

| Arbitro: | Alexandru Dan Tudor |

|            |           |              |
| Haruna 20’ | Marcatori | 23’ Obraniak |

| Arbitro: | Antonio Mateu Lahoz |

|  |           |             |
|  | Marcatori | 60’ Cardozo |

| Hrodna 14 febbraio 2013, ore 19:00 CET | BATE Borisov | 0 – 0 referto | Fenerbahçe | Stadio Neman\| Arbitro: \| Alan Kelly \| |
| Arbitro:                               | Alan Kelly   |               |            |                                          |

| Arbitro: | Stanislav Todorov |

|                                |           |  |
| Alderweireld 27’ Van Rhijn 49’ | Marcatori |  |

| Arbitro: | Svein Oddvar Moen |

|                          |           |  |
| Stocker 23’ Streller 67’ | Marcatori |  |

| Arbitro: | Michael Koukoulakis |

|                  |           |  |
| Palacio 19’, 87’ | Marcatori |  |

| Newcastle upon Tyne 14 febbraio 2013, ore 21:05 CET | Newcastle        | 0 – 0 referto | Metalist | St James' Park\| Arbitro: \| Tom Harald Hagen \| |
| Arbitro:                                            | Tom Harald Hagen |               |          |                                                  |

| Arbitro: | Manuel De Sousa |

|             |           |            |
| Gentner 42’ | Marcatori | 90+1’ Plet |

| Arbitro: | István Vad |

|  |           |                           |
|  | Marcatori | 6’ Karadeniz 90+4’ Orbaiz |

| Arbitro: | Sergei Karasev |

|                                               |           |                               |
| Stranzl 17’ (rig.) Marx 84’ (rig.) Arango 88’ | Marcatori | 58’ Floccari 64’, 90+3’ Kozák |

| Arbitro: | Pedro Proença |

|                 |           |            |
| Bale 45’, 90+2’ | Marcatori | 55’ Umtiti |

#### Ritorno
| Arbitro: | Ovidiu Alin Hațegan |

|  |           |            |
|  | Marcatori | 84’ Falcao |

| Arbitro: | Serge Gumienny |

|  |           |                   |
|  | Marcatori | 65’ (rig.) Ameobi |

| Arbitro: | Alon Yefet |

|  |           |                      |
|  | Marcatori | 45’ Boka 58’ Gentner |

| Arbitro: | Paweł Gil |

|  |           |                               |
|  | Marcatori | 22’, 45+3’ Guarín 89’ Benassi |

| Arbitro: | Deniz Aytekin |

|                      |           |                  |
| Seleznyov 76’ (rig.) | Marcatori | 82’ (rig.) Schär |

| Arbitro: | Hüseyin Göçek |

|                           |           |  |
| Candreva 10’ González 33’ | Marcatori |  |

| Arbitro: | Wolfgang Stark |

|              |           |             |
| Gonalons 17’ | Marcatori | 90’ Dembélé |

| Arbitro: | Viktor Kassai |

|                      |           |  |
| Kovařík 51’ Tecl 74’ | Marcatori |  |

| Arbitro: | Jonas Eriksson |

|           |           |              |
| Pinto 70’ | Marcatori | 90+9’ Traoré |

| Arbitro: | Aleksandar Stavrev |

|              |           |            |
| Hazard 90+1’ | Marcatori | 17’ Lafata |

| Arbitro: | Antony Gautier |

|                   |           |  |
| Baroni 45’ (rig.) | Marcatori |  |

| Arbitro: | Matej Jug |

|  |           |            |
|  | Marcatori | 9’ Martins |

| Arbitro: | Björn Kuipers |

|                           |           |          |
| Suárez 28’, 59’ Allen 43’ | Marcatori | 19’ Hulk |

| Arbitro: | Ivan Bebek |

|             |           |  |
| Diabaté 41’ | Marcatori |  |

| Arbitro: | Pavel Královec |

|                    |           |              |
| John 60’ Matić 77’ | Marcatori | 75’ Schürrle |

| Arbitro: | Paolo Tagliavento |

|                                   |                      |                                  |
| Latovlevici 38’ Chiricheș 76’     | Marcatori            |                                  |
| Rusescu Nikolić Filip Latovlevici | Tiri di rigore 4 – 2 | Eriksen Schøne de Jong Moisander |

#### Tabella riassuntiva
| Squadra 1                | Totale          | Squadra 2       | Andata | Ritorno     |
| ------------------------ | --------------- | --------------- | ------ | ----------- |
| BATĖ Borisov             | 0 - 1           | Fenerbahçe      | 0 - 0  | 0 - 1       |
| Inter                    | 5 - 0           | CFR Cluj        | 2 - 0  | 3 - 0       |
| Levante                  | 4 - 0           | Olympiakos      | 3 - 0  | 1 - 0       |
| Zenit                    | 3 - 3 (gfc)     | Liverpool       | 2 - 0  | 1 - 3       |
| Dinamo Kiev              | 1 - 2           | Bordeaux        | 1 - 1  | 0 - 1       |
| Bayer Leverkusen         | 1 - 3           | Benfica         | 0 - 1  | 1 - 2       |
| Newcastle Utd            | 1 - 0           | Metalist        | 0 - 0  | 1 - 0       |
| Stoccarda                | 3 - 1           | Genk            | 1 - 1  | 2 - 0       |
| Atletico Madrid          | 1 - 2           | Rubin Kazan     | 0 - 2  | 1 - 0       |
| Ajax                     | 2 - 2 (2-4 dcr) | Steaua Bucarest | 2 - 0  | 0 - 2 (dts) |
| Basilea                  | 3 - 1           | Dnipro          | 2 - 0  | 1 - 1       |
| Anži                     | 4 - 2           | Hannover 96     | 3 - 1  | 1 - 1       |
| Sparta Praga             | 1 - 2           | Chelsea         | 0 - 1  | 1 - 1       |
| Borussia Mönchengladbach | 3 - 5           | Lazio           | 3 - 3  | 0 - 2       |
| Tottenham                | 3 - 2           | Lione           | 2 - 1  | 1 - 1       |
| Napoli                   | 0 - 5           | Viktoria Plzeň  | 0 - 3  | 0 - 2       |

### Ottavi di finale

#### Andata
| Mosca 7 marzo 2013, ore 18:00 CET | Anži       | 0 – 0 referto | Newcastle | Stadio Lužniki\| Arbitro: \| István Vad \| |
| Arbitro:                          | István Vad |               |           |                                            |

| Arbitro: | Alexandru Dan Tudor |

|  |           |                       |
|  | Marcatori | 21’ Ederson 56’ Onazi |

| Arbitro: | Gianluca Rocchi |

|  |           |          |
|  | Marcatori | 81’ Webó |

| Arbitro: | Sergei Karasev |

|                    |           |  |
| Rusescu 34’ (rig.) | Marcatori |  |

| Arbitro: | Alon Yefet |

|            |           |  |
| Moreno 21’ | Marcatori |  |

| Arbitro: | Antonio Mateu Lahoz |

|                                       |           |  |
| Bale 6’ Sigurdsson 18’ Vertonghen 53’ | Marcatori |  |

| Valencia 7 marzo 2013, ore 21:05 CET | Levante        | 0 – 0 referto | Rubin Kazan | Estadio Ciutat de València\| Arbitro: \| Antony Gautier \| |
| Arbitro:                             | Antony Gautier |               |             |                                                            |

| Arbitro: | Daniele Orsato |

|                            |           |  |
| Díaz 83’ Frei 90+3’ (rig.) | Marcatori |  |

#### Ritorno
| Arbitro: | Aleksandar Stavrev |

|                          |           |  |
| Rondón 100’ Djadjun 112’ | Marcatori |  |

| Arbitro: | Paweł Gil |

|            |           |  |
| Witsel 30’ | Marcatori |  |

| Arbitro: | Ivan Bebek |

|                                                        |           |              |
| Cassano 20’ Palacio 52’ Gallas 75’ (aut.) Álvarez 110’ | Marcatori | 96’ Adebayor |

| Arbitro: | Stéphane Lannoy |

|                               |           |                 |
| Mata 34’ Terry 58’ Torres 71’ | Marcatori | 45+1’ Chiricheș |

| Arbitro: | Manuel Gräfe |

|                |           |            |
| Salih Uçan 44’ | Marcatori | 60’ Darida |

| Arbitro: | Ovidiu Alin Hațegan |

|                                 |           |                               |
| Diabaté 74’ Jardel 90+1’ (aut.) | Marcatori | 30’ Jardel 75’, 90+2’ Cardozo |

| Arbitro: | Deniz Aytekin |

|             |           |  |
| Cissé 90+3’ | Marcatori |  |

| Arbitro: | Tom Harald Hagen |

|                   |           |            |
| Kozák 6’, 8’, 87’ | Marcatori | 62’ Hajnal |

#### Tabella riassuntiva
| Squadra 1       | Totale      | Squadra 2     | Andata | Ritorno     |
| --------------- | ----------- | ------------- | ------ | ----------- |
| Viktoria Plzeň  | 1 - 2       | Fenerbahçe    | 0 - 1  | 1 - 1       |
| Benfica         | 4 - 2       | Bordeaux      | 1 - 0  | 3 - 2       |
| Anži            | 0 - 1       | Newcastle Utd | 0 - 0  | 0 - 1       |
| Stoccarda       | 1 - 5       | Lazio         | 0 - 2  | 1 - 3       |
| Tottenham       | 4 - 4 (gfc) | Inter         | 3 - 0  | 1 - 4 (dts) |
| Levante         | 0 - 2       | Rubin Kazan   | 0 - 0  | 0 - 2 (dts) |
| Basilea         | 2 - 1       | Zenit         | 2 - 0  | 0 - 1       |
| Steaua Bucarest | 2 - 3       | Chelsea       | 1 - 0  | 1 - 3       |

### Quarti di finale

#### Andata
| Arbitro: | Gianluca Rocchi |

|                           |           |                   |
| Torres 16’, 70’ Moses 32’ | Marcatori | 41’ (rig.) Natkho |

| Arbitro: | Milorad Mažić |

|                             |           |                         |
| Adebayor 40’ Sigurðsson 58’ | Marcatori | 30’ Stocker 34’ F. Frei |

| Arbitro: | William Collum |

|                            |           |  |
| Webó 78’ (rig.) Kuyt 90+1’ | Marcatori |  |

| Arbitro: | Antony Gautier |

|                                         |           |           |
| Rodrigo 25’ Lima 65’ Cardozo 71’ (rig.) | Marcatori | 12’ Cissé |

#### Ritorno
| Arbitro: | Fırat Aydınus |

|                                             |           |                     |
| Marcano 51’ Karadeniz 62’ Natkho 75’ (rig.) | Marcatori | 5’ Torres 55’ Moses |

| Arbitro: | Olegário Benquerença |

|                             |                      |                                 |
| Salah 27’ Dragović 49’      | Marcatori            | 23’, 83’ Dempsey                |
| Schär Streller F. Frei Díaz | Tiri di rigore 4 – 1 | Huddlestone Sigurðsson Adebayor |

| Arbitro: | Pavel Královec |

|           |           |           |
| Lulić 60’ | Marcatori | 73’ Erkin |

| Arbitro: | Ivan Bebek |

|           |           |              |
| Cissé 71’ | Marcatori | 90+2’ Salvio |

#### Tabella riassuntiva
| Squadra 1  | Totale          | Squadra 2     | Andata | Ritorno     |
| ---------- | --------------- | ------------- | ------ | ----------- |
| Chelsea    | 5 - 4           | Rubin Kazan   | 3 - 1  | 2 - 3       |
| Tottenham  | 4 - 4 (1-4 dcr) | Basilea       | 2 - 2  | 2 - 2 (dts) |
| Fenerbahçe | 3 - 1           | Lazio         | 2 - 0  | 1 - 1       |
| Benfica    | 4 - 2           | Newcastle Utd | 3 - 1  | 1 - 1       |

### Semifinali

#### Andata
| Arbitro: | Milorad Mažić |

|             |           |  |
| Korkmaz 72’ | Marcatori |  |

| Arbitro: | Pavel Královec |

|                  |           |                      |
| Schär 87’ (rig.) | Marcatori | 12’ Moses 90+3’ Luiz |

#### Ritorno
| Arbitro: | Stéphane Lannoy |

|                            |           |                 |
| Gaitán 9’ Cardozo 35’, 66’ | Marcatori | 23’ (rig.) Kuyt |

| Arbitro: | Jonas Eriksson |

|                               |           |             |
| Torres 50’ Moses 52’ Luiz 59’ | Marcatori | 45+1’ Salah |

#### Tabella riassuntiva
| Squadra 1  | Totale | Squadra 2 | Andata | Ritorno |
| ---------- | ------ | --------- | ------ | ------- |
| Fenerbahçe | 2 - 3  | Benfica   | 1 - 0  | 1 - 3   |
| Basilea    | 2 - 5  | Chelsea   | 1 - 2  | 1 - 3   |

### Finale
| Arbitro: | Björn Kuipers |

|                    |           |                           |
| Cardozo 68’ (rig.) | Marcatori | 60’ Torres 90+3’ Ivanović |